# Pavla Vincourová
Pavla Vincourová est une joueuse volley-ball tchèque, née le 12 novembre 1992 à Brno. Elle mesure 1,83 m et joue au poste de passeuse. Elle totalise 8 sélections en équipe de République tchèque.

## Clubs
| Club                   | De        | À         |
| ---------------------- | --------- | --------- |
| VK DDM Brno            | 2005-2006 | 2006-2007 |
| VK Královo Pole        | 2007-2008 | 2011-2012 |
| VK Prostějov           | 2012-2013 | 2013-2014 |
| Pallavolo Scandicci    | 2014-2015 | 2014-2015 |
| Budowlani Łódź         | 2015-2016 | 2017-2018 |
| PVK Olymp Praha        | 2018-2019 | 2018-2019 |
| BKS Stal Bielsko-Biała | 2019-2020 | …         |

## Palmarès

### Équipe nationale
- Ligue européenne
  - Vainqueur : 2012, 2019.

### Clubs
- Championnat de République tchèque
  - Vainqueur : 2013, 2014.
  - Finaliste : 2010.
- Coupe de République tchèque
  - Vainqueur : 2013, 2014.
  - Finaliste : 2010.
- Coupe de Pologne
  - Vainqueur : 2018.
  - Finaliste : 2017.
- Championnat de Pologne
  - Finaliste : 2017.
- Supercoupe de Pologne
  - Vainqueur : 2017.